# Spinning World
Spinning World, né en 1993, est un cheval de course pur-sang anglais né aux États-Unis, appartenant à Stávros Niárchos. Il fut l'un des meilleurs milers de son temps.

## Carrière de courses
Élevé dans le haras américain de Stávros Niárchos, Spinning World est entraîné à Chantilly par Jonathan Pease, qui le fait débuter victorieusement à l'automne de ses 2 ans à Longchamp, avant de remporter le Prix Saint-Roman, affichant ainsi ses ambitions pour la saison suivante. Sa victoire dans ce groupe 3 évryen est la seule course que Spinning World disputera sur une distance autre que le mile. En 1996, il rentre dans le Prix de Fontainebleau, où il ne peut faire mieux que troisième, mais montre des progrès en prenant le premier accessit de la Poule d'Essai des Poulains, terminant à la hanche d'Ashkalani. Il trouve la consécration dans les Irish 2000 Guineas, mais se manque dans les St. James's Palace Stakes, où Bijou d'Inde, quatrième au Curragh, domine Ashkalani. Sa deuxième partie de saison est excellente face au chevaux d'âge, d'abord avec sa victoire dans le Prix Jacques Le Marois, puis ses accessits d'honneur dans le Prix du Moulin de Longchamp, remporté par Ashkalani, et la Breeders' Cup Mile, apanage de l'Américain Da Hoss.
Resté à l'entraînement à 4 ans, Spinning World rentre victorieusement dans le Prix du Muguet, puis connait le deuxième véritable échec dans sa carrière en finissant quatrième des Lockinge Stakes en Angleterre, un pays qui finalement ne lui aura pas réussi. En revanche son deuxième semestre est parfait. Il devient d'abord le deuxième cheval à réaliser un doublé dans le Prix Jacques Le Marois, imitant ainsi la plus célèbre représentante de la casaque Niárchos, Miesque. À cette occasion il bat nettement le champion Daylami, ainsi que le record de l'épreuve, qui tiendra jusqu'à Goldikova douze ans plus tard. Dans le Prix du Moulin de Longchamp, il mate un autre champion, Helissio, le vainqueur du Prix de l'Arc de Triomphe 1996 venu s'aventurer sur le mile, et Daylami une nouvelle fois. Il achève cette série, et sa carrière, par un triomphe dans la Breeders' Cup Mile, sa cinquième victoire au niveau groupe 1.

### Résumé de carrière
| Date        | Hippodrome     | Pays        | Course                      | Statut      | Distance    | Jockey      | Place       | Écart       | Vainqueur ou deuxième |
| 1995, 2 ans | 1995, 2 ans    | 1995, 2 ans | 1995, 2 ans                 | 1995, 2 ans | 1995, 2 ans | 1995, 2 ans | 1995, 2 ans | 1995, 2 ans | 1995, 2 ans           |
| ----------- | -------------- | ----------- | --------------------------- | ----------- | ----------- | ----------- | ----------- | ----------- | --------------------- |
| 26 octobre  | Longchamp      | France      | Prix de Villepont           | Maiden      | 1 600 m     | C. Asmussen | 1er / 8     | 3/4         | Cachet Noir           |
| 22 novembre | Évry           | France      | Prix Saint-Roman            | Gr. 3       | 1 800 m     | O. Peslier  | 1er / 7     | cte enc.    | Luna Wells            |
| 1996, 3 ans |                |             |                             |             |             |             |             |             |                       |
| 21 avril    | Longchamp      | France      | Prix de Fontainebleau       | Gr. 3       | 1 600 m     | C. Asmussen | 3e / 6      | 4           | Ashkalani             |
| 12 mai      | Longchamp      | France      | Poule d'Essai des Poulains  | Gr. 1       | 1 600 m     | C. Asmussen | 2e / 10     | 3/4         | Ashkalani             |
| 26 mai      | Curragh        | Irlande     | Irish 2000 Guineas          | Gr. 1       | 1 600 m     | C. Asmussen | 1er / 10    | 2           | Rainbow Blues         |
| 18 juin     | Ascot          | Royaume-Uni | St. James's Palace Stakes   | Gr. 1       | 1 600 m     | C. Asmussen | 6e / 9      | 5           | Bijou d'Inde          |
| 15 août     | Deauville      | France      | Prix Jacques Le Marois      | Gr. 1       | 1 600 m     | C. Asmussen | 1er / 9     | 1/2         | Vetheuil              |
| 8 septembre | Longchamp      | France      | Prix du Moulin de Longchamp | Gr. 1       | 1 600 m     | C. Asmussen | 2e / 9      | 1 ½         | Ashkalani             |
| 26 octobre  | Woodbine       | Canada      | Breeders' Cup Mile          | Gr. 1       | 1 600 m     | C. Asmussen | 2e / 14     | 1 ½         | Da Hoss               |
| 1997, 4 ans |                |             |                             |             |             |             |             |             |                       |
| 1er mai     | Saint-Cloud    | France      | Prix du Muguet              | Gr. 2       | 1 600 m     | C. Asmussen | 1er / 7     | tête        | Simon du Désert       |
| 16 mai      | Newbury        | Royaume-Uni | Lockinge Stakes             | Gr. 1       | 1 600 m     | C. Asmussen | 4e / 10     | 6 ½         | First Island          |
| 17 août     | Deauville      | France      | Prix Jacques Le Marois      | Gr. 1       | 1 600 m     | C. Asmussen | 1er / 6     | 2           | Daylami               |
| 7 septembre | Longchamp      | France      | Prix du Moulin de Longchamp | Gr. 1       | 1 600 m     | C. Asmussen | 1er / 9     | 3           | Helissio              |
| 8 novembre  | Hollywood Park | États-Unis  | Breeders' Cup Mile          | Gr. 1       | 1 600 m     | C. Asmussen | 1er / 12    | 2           | Geri                  |

## Au haras
À l'issue de la Breeders' Cup, Spinning World reste aux États-Unis et intègre le parc d'étalons de Coolmore à Ashford Stud, dans le Kentucky. Proposé la première année à $ 50 000, il ne se montrera pas à la hauteur de ses talents de compétiteur. Envoyé en Irlande, en 2002, il fait encore la monte à 35 000 € mais ses premières générations déçoivent et son tarif est divisé par trois en trois ans. En 2006, il est exporté en Australie où il est proposé à AU$ 8 800 jusqu'à sa retraite. Il n'a pu donner que deux vainqueurs de groupe 1 mineurs, Spinning Queen (Sun Chariot Stakes) et Ancient World (Premio Vittorio di Capua).

## Origines
Spinning World est l'un des meilleurs produits de Nureyev, dont la carrière en piste, sous les couleurs Niárchos, fut aussi éphémère que son impact au haras fut grand, lui qui donna environ 30 vainqueurs de groupe 1, parmi lesquels Zelzal, la grande Miesque ou le crack Peintre Célèbre. La famille maternelle est arrivée dans le giron de l'élevage Niárchos grâce à l'achat en association avec Robert Sangster de Minnie Hauk à la fin des années 80. Celle-ci allait donner le stayer Chief Contender (Prix du Cadran) mais surtout Aviance, une lauréate des Phoenix Stakes qui devait remarquablement tracer au haras, où elle est la mère de :
- Chimes of Freedom (1987, par Private Account) : Moyglare Stud Stakes, Coronation Stakes, Child Stakes, Cherry Hinton Stakes, 3e Cheveley Park Stakes. Mère de :
  - Aldebaran (Mr. Prospector) : San Carlos Handicap, Metropolitan Handicap, Forego Handicap, 2e Vosburgh Handicap, Cigar Mile Handicap, Carter Handicap, 3e Hollywood Derby, Stephen Foster Handicap.
  - Good Journey (Nureyev) : Citation Handicap, Atto Mile, 2e Frank E. Kilroe Mile, 3e Breeders' Cup Mile.
  - Sea of Showers (Seattle Slew) : Jenny Wiley Stakes, 3e Prix de Sandringham.
- Imperfect Circle (1988, par Nureyev) : 2e Cheveley Park Stakes, mère de :
  - Rangoon Ruby (Kingmambo) : 3e Prix de Ris-Orangis, mère de :
    - Sagara (Sadler's Wells) : 2e Prix Greffulhe, Prix Niel, Jockey Club Cup, 3e Grand Prix de Paris, Prix de l'Arc de Triomphe.

  - Visions of Clarity (Sadler's Wells), mère de :
    - Pathfork (Distorted Humor) : National Stakes, Futurity Stakes.
    - War of Will (War Front) : Preakness Stakes, Maker's Mark Mile Stakes, Risen Star Stakes. 2e Summer Stakes, 3e Pennsylvania Derby, Woodbine Mile.

  - Towards (Fusaichi Pegasus), mère de :
    - One Chance (Invincible Spirit) : 3e Queen Mary Stakes.

  - Spinning World.
- Piquetnol (1992, par Private Account) : 2e Prix Marcel Boussac, Prix de Cabourg.
- Remote Romance (1997, par Irish River), mère de :
  - Saddex (Sadler's Wells) : Rheinland-Pokal, Premio Presidente della Repubblica, Grand Prix de Chantilly, Gerling-Preis, 2e Prix Ganay, 3e Großer Preis von Baden.
- Denon (1998, par Pleasant Colony) : Joe Hirsch Turf Classic Stakes, Charles Whittingham Handicap, Hollywood Derby, Manhattan Handicap, Prix de Fontainebleau, 2e Sword Dancer Handicap, United Nations Handicap, Prix Thomas Bryon, 3e Prix Jean Prat, Poule d'Essai des Poulains, Man o'War Stakes.

### Pedigree
| Origines de Spinning World (USA), mâle alezan né en 1993 | Origines de Spinning World (USA), mâle alezan né en 1993 | Origines de Spinning World (USA), mâle alezan né en 1993 | Origines de Spinning World (USA), mâle alezan né en 1993 |
| -------------------------------------------------------- | -------------------------------------------------------- | -------------------------------------------------------- | -------------------------------------------------------- |
| Père Nureyev                                             | Northern Dancer                                          | Nearctic                                                 | Nearco                                                   |
| Père Nureyev                                             | Northern Dancer                                          | Nearctic                                                 | Lady Angela                                              |
| Père Nureyev                                             | Northern Dancer                                          | Natalma                                                  | Native Dancer                                            |
| Père Nureyev                                             | Northern Dancer                                          | Natalma                                                  | Almahmoud                                                |
| Père Nureyev                                             | Special                                                  | Forli                                                    | Aristophanes                                             |
| Père Nureyev                                             | Special                                                  | Forli                                                    | Trevisa                                                  |
| Père Nureyev                                             | Special                                                  | Thong                                                    | Nantallah                                                |
| Père Nureyev                                             | Special                                                  | Thong                                                    | Rough Shod                                               |
| Mère Imperfect Circle                                    | Riverman                                                 | Never Bend                                               | Nasrullah                                                |
| Mère Imperfect Circle                                    | Riverman                                                 | Never Bend                                               | Lalun                                                    |
| Mère Imperfect Circle                                    | Riverman                                                 | River Lady                                               | Prince John                                              |
| Mère Imperfect Circle                                    | Riverman                                                 | River Lady                                               | Nile Lily                                                |
| Mère Imperfect Circle                                    | Aviance                                                  | Northfields                                              | Northern Dancer                                          |
| Mère Imperfect Circle                                    | Aviance                                                  | Northfields                                              | Little Hut                                               |
| Mère Imperfect Circle                                    | Aviance                                                  | Minnie Hauk                                              | Sir Ivor                                                 |
| Mère Imperfect Circle                                    | Aviance                                                  | Minnie Hauk                                              | Best in Show (famille 8-f)                               |